# チューバ協奏曲 (ヴォーン・ウィリアムズ)
バス・チューバと管弦楽のための協奏曲（Concerto for bass tuba and orchestra ）は、レイフ・ヴォーン・ウィリアムズが1954年に作曲した作品で、チューバのための協奏曲としては初めて作曲された作品であるとともに、最もよく演奏される作品である。ロンドン交響楽団の創立50周年祝賀コンサートのための委嘱作で、同楽団に献呈されている。初演は1954年6月13日、当時同楽団の首席チューバ奏者だったフィリップ・カテリネットの独奏、ジョン・バルビローリの指揮で、ロイヤル・フェスティヴァル・ホールにおいて行われた。
第2楽章はチューバとピアノ用にも編曲されているが、これはユーフォニアム、ファゴットあるいはチェロとピアノでも演奏可能としている。

## 楽器編成
独奏チューバ、フルート2（第2奏者はピッコロ持ち替え）、オーボエ、クラリネット2、ファゴット、ホルン2、トランペット2、トロンボーン2、ティンパニ、シンバル、トライアングル、弦五部

## 楽曲構成
古典的な3楽章の構成であるが、全曲で約12分と短く、またソナタ形式の楽章がない。第1楽章と第3楽章には作り付けのカデンツァが置かれている。
第1楽章　アレグロ・モデラート
ヘ短調、4分の2拍子。三部形式。この楽章の旋律は全て五音音階によっている。途中で8分の6拍子となる。カデンツァの後、テンポを緩めてヘ長調で終結する。
第2楽章　ロマンツァ　アンダンテ・ソステヌート
ニ長調、4分の3拍子。三部形式であるが、中間部は最初の部分の変奏になっており、対立的な要素はない。
第3楽章　ロンド・アラ・テデスカ　アレグロ
ヘ長調、4分の3拍子。「ドイツ風ロンド」の副題通りロンド形式をとっており、作曲者はワルツのリズムで演奏することを想定している。調号はヘ長調だが半音階が多い旋法が用いられており、調性は流動的。A-B-A-Cと来たところで、ロンド主題が再現する代わりにカデンツァが出て、短いコーダで締めくくられる。

## 録音
- ジョン・フレッチャー
- アーノルド・ジェイコブス
- ヴァルター・ヒルガース
- ジェームズ・グーレイ（英語版）
- オイスタイン・ボーズウィック（英語版）